# Carl Christian von Sommerfeldt
Carl Christian von Sommerfeldt, modernisiert Karl Christian von Sommerfeld, (* 15. Oktober 1650; † 15. Oktober 1711 in Hameln) war ein braunschweig-lüneburgischer Generalfeldzeugmeister, Gouverneur von Hameln und Obrist über die kurfürstliche Garde zu Fuß.

## Leben
Er stammte aus der deutschen Adelsfamilie Sommerfeldt, die sich in der Regel traditionell selbst mit -dt am Schluss schrieb, von anderen jedoch meist nur mit -d geschrieben wurde. Die Familie war u. a. im sächsisch-thüringischen Raum ansässig. Zu ihren wichtigsten Besitzungen zählte das Rittergut Großvargula im Erfurter Gebiet. Dieses Gut befand sich inmitten des kurmainzischen Amtes Vargula, war aber von alters her ein Lehen der Wettiner und wurde bis 1657 vom jeweiligen Kurfürsten von Sachsen vergeben. Durch das Testament von Kurfürst Johann Georg I. von Sachsen entstand u. a. auch die Sekundogenitur Sachsen-Weißenfels, die nun das Lehen über Großvargula vergab. In dieser Zeit war Carl Christian von Sommerfeldt aktiv, dessen Vorfahren von den Herren von Creutzburg das Rittergut Großvargula erhalten hatten. Aufgrund der entlegenen und besonderen Lage erreichten sie die Umwandlung von einem amtssässigen, in das Amt Langensalza gehörigen Rittergutes in ein schriftsäßiges Rittergut, das direkt der landesherrlichen Kanzlei unterstand.
Carl Christian von Sommerfeldt schlug wie viele seiner Familienangehörigen eine militärische Laufbahn ein, zumal sein Vater selbst den Dienstgrad eines Generals erreicht hatte. Um sich und seine Familie finanziell abzusichern, kaufte er 1695 seinem Bruder Caspar Friedrich von Sommerfeldt dessen Hälfte vom ererbten väterlichen Rittergut Großvargula ab. Zu diesem Zeitpunkt war er bereits Generalmajor im Dienste von Braunschweig-Lüneburg.

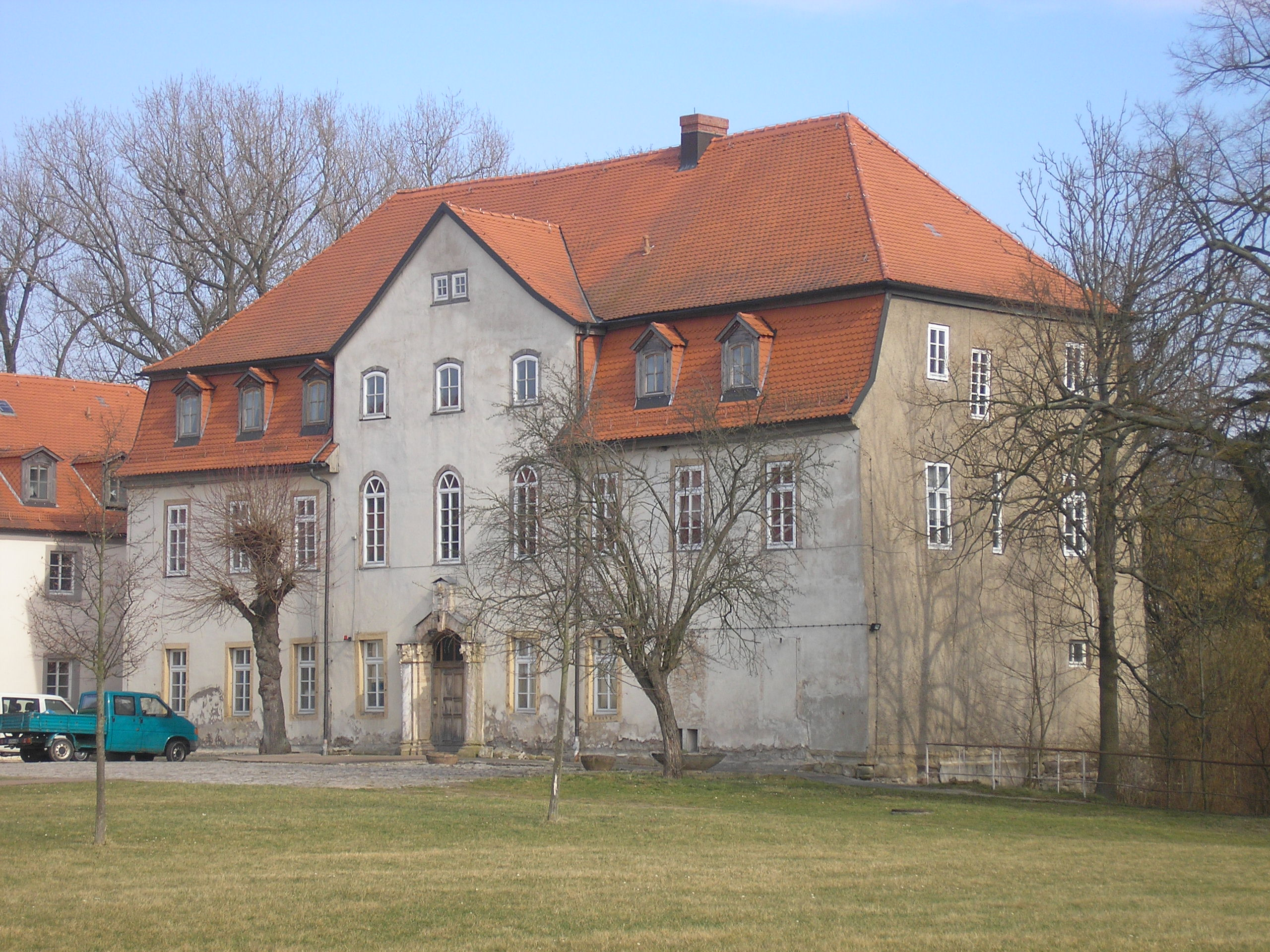
Schloss Großvargula, errichtet vom Sohn Georg Friedrich von Sommerfeldt

Nach seinem Tod 1711 – er starb an seinem 61. Geburtstag – hinterließ er aus der Ehe mit Hedwig von Berlepsch († 10. Mai 1711) aus dem Haus Uxleben die beiden Söhne Georg Friedrich und Ernst Carl von Sommerfeldt, von denen letztendlich der Ältere das väterliche Gut übernahm und dort 1728/29 das noch heute vorhandene barocke Gutshaus errichtete.